# Richard E. Grant (Paläontologe)
Richard Evans Grant (* 18. Juni 1927 in St. Paul (Minnesota); † 7. Dezember 1994) war ein US-amerikanischer Paläontologe. Er war Kurator, Senior Scientist und zeitweise Vorstand der Abteilung Paläobiologie am National Museum of Natural History (Smithsonian) in Washington, D.C. und war Spezialist für Brachiopoden aus dem Perm und Stratigraphie des Perm.
Grant diente 1945/46 in der US Navy, studierte an der University of Minnesota mit dem Bachelor-Abschluss 1949 und dem Master-Abschluss 1953 und wurde 1958 an der University of Texas at Austin in Geologie promoviert. Schon damals arbeitete er mit der Smithsonian Institution und war Assistent von G. Arthur Cooper, wobei er sich vor allem mit dem Perm von West-Texas befasste. Er war zu Feldforschungen in Alaska, Thailand, auf griechischen Inseln (Hydra, Chios) und in den Salt Ranges von Pakistan.
Grant war bis 1961 beim US Geological Survey als Paläontologe und seit 1972 am Smithsonian (1972 bis 1977 als Leiter der Paläobiologie). Neben Brachiopoden befasste er sich auch mit anderen Wirbellosen-Fossilien wie Trilobiten. Er trug zur Neuauflage des Treatise on Invertebrate Paleontology, Teil H (Brachiopoden), bei (mit Revision einiger Superfamilien von Brachiopoden).
1979 war er Präsident der Paleontological Society und erhielt die Daniel Giraud Elliot Medal der National Academy of Sciences. Er war Mitglied der American Association for the Advancement of Science.